# Clay Center (Kansas)
Clay Center es una ciudad ubicada en el condado de Clay en el estado estadounidense de Kansas. En el año 2010 tenía una población de 4334 habitantes y una densidad poblacional de 646,87 personas por km².

## Geografía
Clay Center se encuentra ubicada en las coordenadas 39°22′48″N 97°7′23″O / 39.38000, -97.12306 (39.379920, -97.123168).

## Demografía
Según la Oficina del Censo en 2000 los ingresos medios por hogar en la localidad eran de $31,531 y los ingresos medios por familia eran $45,567. Los hombres tenían unos ingresos medios de $29,526 frente a los $16,149 para las mujeres. La renta per cápita para la localidad era de $19,128. Alrededor del 9.8% de la población estaban por debajo del umbral de pobreza.